# Barraca C-16
La barraca C-16 és una barraca de vinya situada al municipi de Subirats (Alt Penedès), en una vinya prop del bosc d'En Boet, al nord del Pago.
És una construcció de pedra seca. de planta circular, amb una amplada entre 3,6 i 3,5 m, i una alçada màxima de 2,37 m. La construcció és de la tipologia de sostre de falsa volta, típic en aquestes edificacions (acostament de filades de pedra seca, sense cap mena de material d'unió, i amb una gran llosa per tapar el sostre). El portal, amb la llinda plana, està orientat al sud-oest, té una alçada de 125 cm, una amplada de 55 cm i un gruix de 55 cm. Al sostre hi ha pedres. Té un cocó. Està adossada parcialment a un marge.
El codi utilitzat en la denominació d'aquesta barraca (lletra + número) procedeix d'un estudi realitzat per Araceli Soler i Jaume Rovira, que intenta sistematitzar la informació sobre aquests elements arquitectònics al terme de Subirats.